# محطة قطار جامعة الحاج لخضر
محطة جامعة الحاج لخضر هي محطة قطار جزائرية تقع في إقليم بلدية باتنة، ولاية باتنة. يخدم جامعة الحاج الأخضر (جامعة باتنة 1).

## الموقع في السكك الحديدية
تقع المحطة جنوب غرب مدينة باتنة على الخط الرابط بين القراح وتقرت. تسبقها محطة باتنة وتتبعها محطة عين التوتة.

## خدمة الركاب

### خدمة
تخدم محطة جامعة الحاج لخضر القطارات الإقليمية التي توفر الاتصال بين عين التوتة - جرمة.

## روابط خارجية
- "SNTF". Société nationale des transports ferroviaires (SNTF). مؤرشف من الأصل في 2025-06-02.